# Arthur Philemon Coleman
Arthur Philemon Coleman (Lachute, 4 aprile 1852 – Toronto, 26 febbraio 1939) è stato un geologo canadese; la sua sorellastra più giovane era la poetessa Helena Coleman; i due hanno condiviso una casa a Toronto per gran parte della loro vita adulta.

## Biografia
Nato a Lachute, Québec, figlio del Rev. Francis Coleman e di Emmeline Maria Adams, conseguì il Bachelor of Arts nel 1876 e il Master of Arts nel 1880 al Victoria College di Cobourg, Ontario. Ha conseguito un Ph.D. all'Università di Breslavia nel 1881.
Coleman entrò nel dipartimento di geologia e storia naturale del Victoria College nel 1882 come professore. Dal 1891 al 1901 fu professore di geologia alla School of Practical Science di Toronto. Dal 1893 al 1909 fu geologo presso il Bureau of Mines del governo dell'Ontario. Dal 1901 al 1922 fu professore di geologia all'University of Toronto e Preside della Facoltà di Lettere dal 1919 al 1922. Dal 1931 al 1934 fu geologo presso il Dipartimento delle Miniere del governo dell'Ontario.
Nel 1898 Coleman guidò una spedizione sul campo con l'intento di rilevarne le risorse, insieme al geologo George Mercer Dawson e al famoso anarchico Peter Kropotkin. Kropotkin attribuì il suo merito a Coleman, scrivendo che "conosceva bene la regione mineraria del Canada centrale".
Nel 1907 Coleman dedusse una "era glaciale uroniana precedente" dall'analisi di una formazione geologica vicino al Lago Huron.
Ha realizzato la prima salita di Castle Mountain nel 1884 e nel 1907 è stato il primo uomo bianco a tentare di scalare il Monte Robson. Ha fatto un totale di otto viaggi esplorativi nelle Montagne Rocciose canadesi, quattro dei quali alla ricerca dei mitici giganti di Hooker e Brown.

## Premi ed onorificenze
Coleman fu eletto membro della Royal Society of Canada nel 1900 e ne fu presidente nel 1921. Nel 1910 fu insignito della Medaglia Murchison della Geological Society of London e nel 1928 della Medaglia Flavelle della Royal Society of Canada. Nel 1902 fu eletto Presidente del Royal Canadian Institute e nel 1910 fu nominato Fellow della Royal Society. Nel 1915 fu presidente della Geological Society of America. Nel 1929 fu nominato vicepresidente onorario della Royal Canadian Geographical Society. Coleman ricevette la Medaglia Penrose della Geological Society of America nel 1936.

## Suoi scritti
- Rapporti sulla Geologia Economica dell'Ontario (1903)
- Lago Ojibway; L'ultimo dei grandi laghi glaciali (1909)
- Le Montagne Rocciose canadesi: nuovi e vecchi sentieri (1911)
- Ere glaciali, recenti e antiche (1926) ed è stato coautore di Elementary Geology (1922).
- L'ultimo milione di anni (1941) A cura di George F. Kay

## Eredità
Mount Coleman and Coleman Glacier in Banff National Park are named in his honour.
Lake Coleman, a lake with a higher water level, in the same basin as Lago Ontario, is named in Coleman's memory. The lake, like Lake Iroquois and Lake Scarborough, is a product of the melting and drainage, of the Laurentide Ice Sheet.